# Фея (фильм, 2020)
«Фея» — российский драматический фильм режиссёра и сценариста Анны Меликян. В главной роли: Константин Хабенский. В России фильм вышел онлайн на платформе КиноПоиск HD 30 апреля 2020 года.

## Сюжет
Фильм рассказывает о разработчике игры «Коловрат», который посещает храм, где видит своё лицо, изображённое на фреске Андрея Рублёва...

### Съёмки
Съемки проходили в городе Владимире и деревне Дворики Александровского района Владимирской области.

## В ролях
| Актёр                | Роль              |
| -------------------- | ----------------- |
| Константин Хабенский | Евгений Войгин    |
| Артём Цуканов        | Пётр              |
| Екатерина Агеева     | Таня              |
| Юрий Борисов         | главарь банды     |
| Елизавета Лотова     | Алина             |
| Татьяна Виноградова  | активистка        |
| Ингеборга Дапкунайте | Ольга Яцук        |
| Вилен Бабичев        | фейс-контролер    |
| Тинатин Далакишвили  | Мария             |
| Мария Шалаева        | Алиса             |
| Никита Еленев        | Алексей Кондрашов |
| Владимир Мишуков     | Игорь             |
| Павел Чинарёв        | Паша              |
| Алёна Бондарчук      |                   |